# Posąg Nikandry
Posąg Nikandry, Artemida z Delos – datowana na połowę VII wieku p.n.e. starożytna grecka rzeźba z okresu archaicznego, odnaleziona w 1878 roku podczas wykopalisk w świątyni Artemidy na Delos. Obecnie znajduje się w zbiorach Narodowego Muzeum Archeologicznego w Atenach.
Wykonany z marmuru naksyjskiego posąg, przedstawiający stojącą postać kobiecą z rękami opuszczonymi wzdłuż ciała i złączonymi nogami, jest jednym z najstarszych znanych przykładów rzeźby monumentalnej w sztuce greckiej. Ma 1,9 m wysokości. Został odnaleziony w częściach, przełamany w talii i z ułamaną prawą ręką. Zaginęła część lewej ręki od łokcia do nadgarstka. Przedstawiona postać to najprawdopodobniej bogini lub jej kapłanka. Odziana jest w długą szatę przepasaną w talii, jej głowę zdobią długie włosy opadające na ramiona. Postać ukazana jest płaszczyznowo, bez efektów głębi. Na lewym boku posągu wyryta została pisana bustrofedonem inskrypcja zawierająca imię jego fundatorki. Treść inskrypcji głosi:
Nikandra z Naksos najważniejsza między kobietami, córka Deinodikesa, siostra Deinomenesa, żona Phraksosa